# Opération Meridian
Théâtre d'Asie du Sud-Est de la Guerre du Pacifique
Batailles
- Opération Cockpit
- Opération Transom
- Opération Matterhorn (Pelembang - Kuala Lumpur)
- Bombardements de Bangkok (1942-45)
- Bombardements de Singapour (1944-45)
- Opération Crimson
- Opération Banquet (Padang)
- Opération Light
- Opération Millet
- Opération Outflank (Robson - Lentil - Meridian)
- Opération Sunfish
- Opération Bishop
- Opération Balsam
- Opération Collie
- Opération Livery

L'opération Meridian faisait partie d'une série d'attaques aériennes de l'opération Outflank dirigée par la force aéronavale de la flotte britannique du Pacifique (BPF) visant les raffineries de pétrole japonaises à Sumatra, pendant la Seconde Guerre mondiale.
L'Opération Meridian a eu deux phases :
- Meridian I, le 24 janvier 1945,
- Meridian II, le 29 janvier 1945.

En conséquence, la production critique de carburant d'aviation des usines de Palembang a été réduite de soixante-quinze pour cent.

## Ordre de bataille
Les navires impliqués dans l'opération Meridian étaient :
- Force 63 (contre-amiral Philip Vian) :
  - Porte-avions : HMS Indomitable, HMS Illustrious, HMS Indefatigable et HMS Victorious
  - Cuirassé : HMS King George V
  - Croiseurs anti-aériens: HMS Argonaut et HMS Black Prince et HMS Euryalus,
  - 25e flottille de destroyers : HMS Grenville, HMS Ursa, HMS Undaunted et HMS Undine
  - 27e flottille de destroyers : HMS Kempenfelt, HMS Whelp et HMS Wager, HMS Wakeful, HMS Whirlwind et HMS Wessex (à partir du 19 janvier 1945)
- Force 69 :
  - Croiseur léger : HMS Ceylon
  - Destroyer : HMS Urchin
  - Pétroliers : Wave King , Echodale et Empire Salvage

## Action

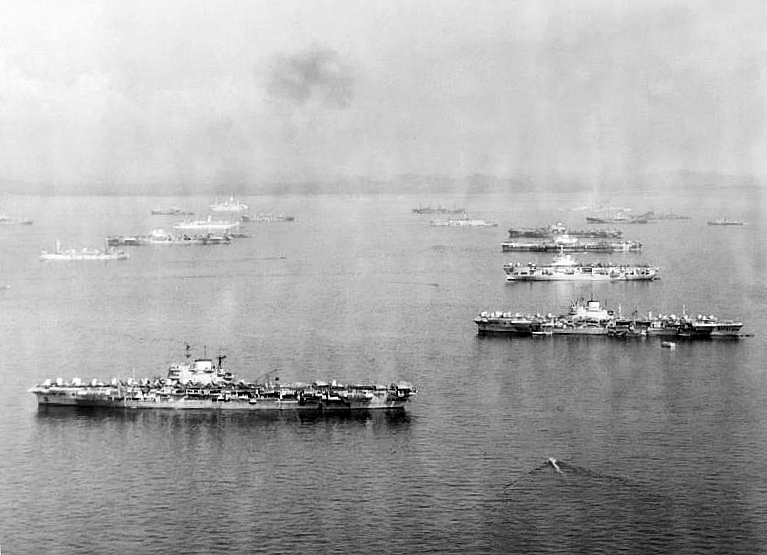
British Pacific Fleet en 1945

Les attaques ont été menées par des avions de la Task Force 63, en route vers Sydney, en Australie, où elle s'est traduite par la flotte britannique du Pacifique et a ensuite participé au soutien de l'invasion alliée d'Okinawa (opération Iceberg). Le ravitaillement en mer était nécessaire et il a été fourni par la Task Force 69 de la flotte orientale britannique , trois pétroliers escortés.
La Task Force 63 a quitté Trinquemalay à Ceylan le 13 janvier 1945, pour Sumatra. Le 20 janvier, elle a rencontré la Task Force 69 et s'est ravitaillée avec beaucoup de difficulté en raison des rafales de vent et d'une houle gênante.

### Meridian I
La première attaque (Opération Meridian One), une frappe aérienne sur la raffinerie de pétrole de Pladjoe, au nord de Palembang, a été retardée par le mauvais temps à partir du 21 janvier et la flotte a attendu au large de l'île d'Enggano. L'attaque a finalement été lancée à 6 heures du matin le 24 janvier avec un manque de vent rendant le décollage plus risqué.

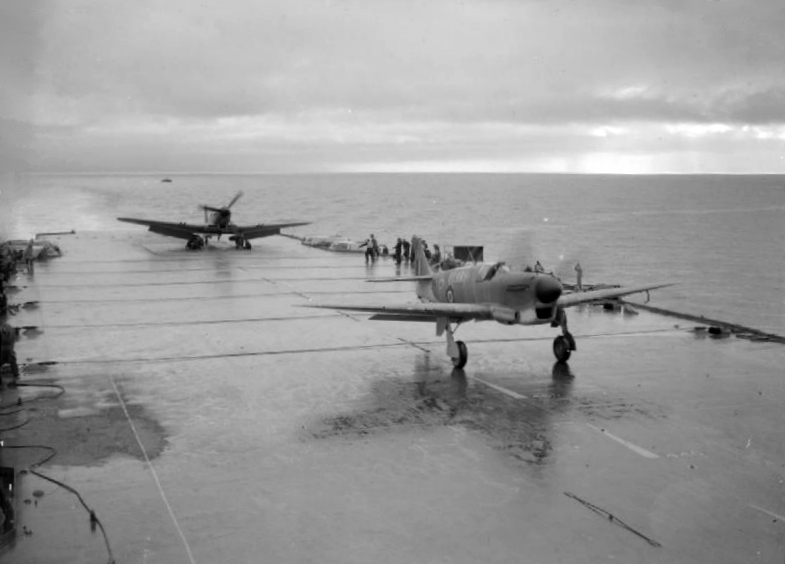
Fairey Firefly sur le HMS Illustrious

43 bombardiers torpilleurs Grumman TBF Avenger, 12 chasseurs-bombardiers Fairey Firefly avec des roquettes et 50 chasseurs Grumman F6F Hellcat, Chance Vought F4U Corsair et Supermarine Seafire ont été lancés, s'approchant avec le soleil derrière eux et plongeant de 9 000 pieds à 3 000 pieds pour larguer leurs bombes. Malgré la présence de ballons de barrage, la raffinerie a été attaquée avec succès. Les escadrons de bombardiers qui ont participé comprenaient les 820e, 849e, 854e et 857e Air Naval Squadrons.
Les pertes étaient plus lourdes que lors des raids précédents des Opérations Robson et Lentil ; 7 avions ont été perdus au combat et 25 par des atterrissages accidentels. Surpris lors de cette attaque britannique, les Japonais n'ont lancé que 20 chasseurs, dont 14 ont été abattus ; 38 autres ont également été détruites au sol.
La flotte s'est de nouveau ravitaillée les 26 et 27 janvier. Dans la pratique, cela n'a pas été satisfaisant car, avec un mélange de mauvais temps et d'inexpérience, les pétroliers ont subi quelques dommages.

### Meridian II

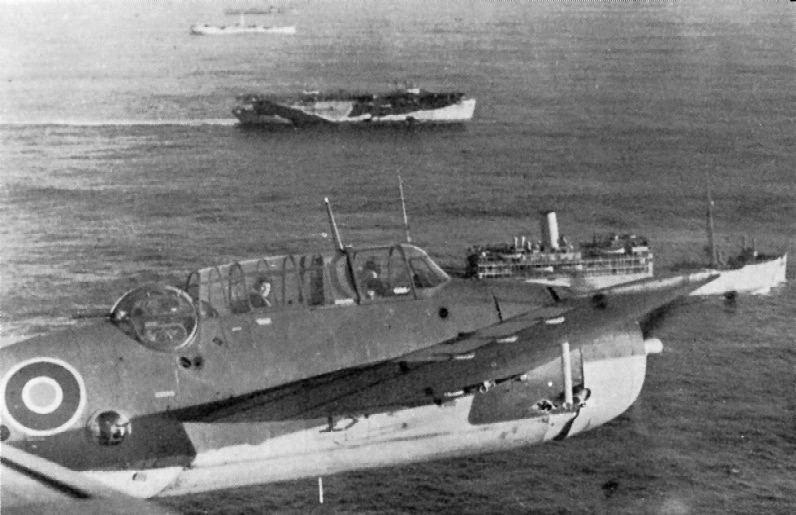
Grumman Avenger britannique

Le 29 janvier, le deuxième raid (Opération Meridian Two ), une frappe aérienne contre la raffinerie de pétrole de Sungai Gerong (en), à Sumatra, a été lancé. Malgré une mauvaise visibilité, le décollage a été retardé de moins d'une demi-heure et la frappe aérienne a été menée contre la raffinerie de pétrole. Cette attaque comprenait 48 bombardiers Avenger, 10 Fairey Firefly, 24 chasseurs Corsair et 16 Hellcat
Les aviateurs alliés ont détruit 30 avions japonais abattus lors des combats aériens et 38 autres détruits au sol, pour la perte de 16 avions britanniques. Une petite contre-attaque de 12 bombardiers japonais a été tentée, mais a été vaincue par la couverture de chasseur et le feu anti-aérien.
La Task Force 63 a fait le plein à la Task Force 69 pour la dernière fois le 30 janvier et a navigué pour Fremantle, en Australie-Occidentale, avant de rejoindre sa base de Trinquemalay.

## Conséquences
L'opération Meridian a été la première opération britannique au cours de laquelle quatre porte-avions ont été utilisés de manière offensive. L'amiral Fraser a répondu aux critiques que les attaques de Palembang avaient soudé la flotte en une unité de combat et était prête pour les opérations alliées dans le Pacifique.
Les raffineries de pétrole de Palembang et des environs n'ont pas été en mesure de livrer du carburant d'aviation pendant les deux mois suivants, et même après cela, elles n'ont jamais atteint le niveau qu'elles avaient avant les attaques.